# Гало (Месина)
Гало је насеље у Италији у округу Месина, региону Сицилија.
Према процени из 2011. у насељу је живело 191 становника. Насеље се налази на надморској висини од 211 м.